# Ulrike Gruska

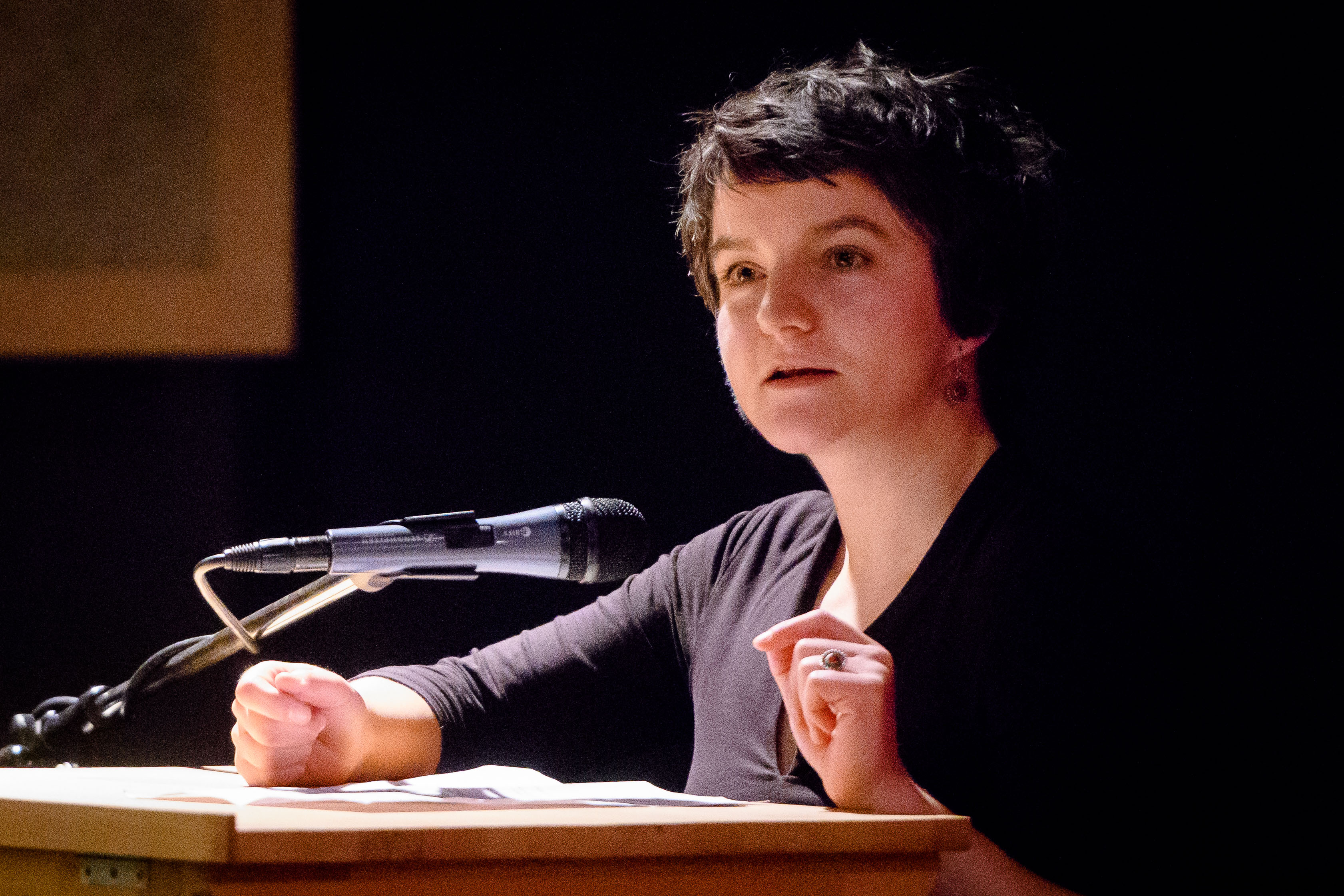
Ulrike Gruska (2017)

Ulrike Gruska (* 1978 in Eberswalde) ist eine deutsche Politologin, freie Journalistin und Autorin, die sich insbesondere mit Russland und dem Südkaukasus beschäftigt.
Sie arbeitete für deutsche Zeitungen in Uljanowsk und Saratow. Sie schreibt Beiträge für verschiedene Tageszeitungen und ist Redakteurin von n-ost, einem Netzwerk für Osteuropaberichterstattung. Gruska lebt in Berlin.

## Werke
- Georgien (Abchasien) in Das Kriegsgeschehen 2003. Daten und Tendenzen der Kriege und bewaffneten Konflikte. Vs Verlag, 2003.
- Georgien (Abchasien) in Das Kriegsgeschehen 2004. Daten und Tendenzen der Kriege und bewaffneten Konflikte. Vs Verlag, 2004.
- Separatismus in Georgien. Forschungsstelle Kriege, Rüstung und Entwicklung, Hamburg 2005.
- Zeit für Moskau. Bruckmann, München 2010.
- Abchasien – Kämpfe um den schönsten Teil der Schwarzmeerküste in Der Kaukasus – Geschichte-Kultur-Politik. Verlag C.H. Beck, München 2010.